# Нектарий Селалмадзидис
Нектарий (на гръцки: Νεκτάριος, Нектариос) е гръцки духовник, антедонски архиепископ на Йерусалимската патриаршия от 2013 година.

## Биография
Роден е като Константинос Селалмадзидис (Κωνσταντῖνος Σελαλματζίδης) в 1962 година в Драма, Гърция. Завършва Духовното училище в Ксанти, след това Педагогическата академия на Родос и Богословския факултет на Солунския университет. В 1983 година се замонашва и става дякон, а в 1985 година – свещеник и архимандрит.
Единадесет години преподава в гръцки училища в Аржентина и Бразилия. Преподава също така испанска етимология в Аржентинския държавен университет и гръцка митология в модерната психиатрия в Бразилския държавен университет.
В 2001 година пристига в Йерусалим. Преподава в Патриаршеското училище и е игумен на манастира „Свети Стефан“. В 2003 година е патриаршески посланик в Константинопол, където обновява имотите на Божи гроб. На 19 февруари 2013 година е избран за антедонски архиепископ и на 11 март 2013 година е ръкоположен в константинополската патриаршеска катедрала „Свети Георги“ от патриарх Вартоломей I Константинополски.